# 토머스 해치
존 토머스 해치(John Thomas Hatch, 1994년 9월 29일 ~ )는 미국의 야구 선수이다.
2016년 메이저 리그 베이스볼 드래프트에서 3라운드 104순위로 시카고 컵스에 지명되었으나, 한동안 1군 무대에 선발되지 않았다. 그러다가 2020년에 토론토 블루제이스로 자리를 옮기면서 1군 무대에 데뷔했고, 2023년에는 피츠버그 파이리츠로 이적하게 된다. 2024년에는 일본 프로 야구의 히로시마 도요 카프에서 뛰었다.